# Фастовецкаја
Фастовецкаја (рус. Фастовецкая) насељено је место руралног типа (станица) на југозападу европског дела Руске Федерације. Налази се на североистоку Краснодарске покрајине и административно припада њеном Тихоречком рејону.
Према статистичким подацима Националне статистичке службе Русије из 2010. у насељу је живело 8.573 становника.

## Географија
Станица Фастовецскаја се налази на североистоку Краснодарске покрајине, у зони ниске и једноличне Кубањско-приазовске степе. Село се налази на надморској висини од око 57 метра и лежи на левој обали реке Тихонке, десне притоке реке Челбас. Удаљено је 7 км североисточно од рејонског центра, града Тихорецка, односно око 131 км североисточно од града Краснодара, седишта Покрајине.

## Историја
Село је основано 1829. под именом Тихорецко, а већ 1848. преобразовано је у козачку станицу и предно на управу Кавкаском козачком одреду.
Године 1930. село добија садашње име у знак сећања на извесног Фастовца који је једно време управљао оближњом станицом.

## Демографија
Према подацима са пописа становништва 2010. у селу је живело 8.573 становника, што је благи пад у односу на попис одржан осам година раније када је село имало 8.694 становника.
| 1890. | 1959. | 1979. | 2002. | 2010. |
| ----- | ----- | ----- | ----- | ----- |
| 5.000 | 5.771 | 7.473 | 8.694 | 8.573 |